# WWE Women’s Championship (od 2016)
WWE Women’s Championship – tytuł mistrzowski profesjonalnego wrestlingu stworzony i promowany przez federację WWE w brandzie SmackDown. Jest jednym z trzech głównych mistrzostw kobiet wraz z Women’s World Championship należącym do brandu Raw i NXT Women’s Championship należącego do brandu NXT. Inauguracyjną mistrzynią była Charlotte.
Tytuł został wprowadzony jako WWE Women’s Championship na WrestleManii 32 z 3 kwietnia 2016 roku, gdzie zastąpił WWE Divas Championship stworzone osiem lat wcześniej. Jego pierwszą posiadaczką stała się Charlotte. Mistrzostwo nie dzieli historii z poprzednim Women’s Championship. W rezultacie draftu z 2016, tytuł stał się własnością brandu Raw, zaś dla brandu SmackDown utworzono WWE SmackDown Women’s Championship. Jest to pierwszy tytuł kobiet, który był stawką walki wieczoru gali pay-per-view (Hell in a Cell). W 2019 był stawką wieczoru w Winner Takes All matchu (razem ze SmackDown Women’s Championship) na sztandarowej gali WWE WrestleManii 35.

## Historia
3 kwietnia 2016 członkini WWE Hall of Fame Lita pojawiła się na Pre-show WrestleManii 32, gdzie zaprezentowała nowy tytuł i ogłosiła, że od teraz zawodniczki będą nazywane tak jak męscy zawodnicy (Superstars, z ang. Gwiazdy), a nie jak dotychczasowo (Divas, z ang. Diwy). Lita zapowiedziała, że zwyciężczyni walki typu Triple Threat pomiędzy mistrzynią WWE Divas Charlotte, Becky Lynch i Sashą Banks stanie się pierwszą w historii posiadaczką nowego tytułu. Starcie wygrała Charlotte, tym samym dezaktywując Divas Championship.
Tytuł mistrzowski dzielił nazwę z pierwotnym Women’s Championship. Po przywróceniu podziału WWE na brandy w 2016, mistrzyni Charlotte została przeniesiona do brandu Raw. Federacja postanowiła utworzyć WWE SmackDown Women’s Championship dla brandu SmackDown, wskutek czego nazwa mistrzostwa została zmieniona na WWE Raw Women’s Championship. W 2019 dotychczasowe terytorium rozwojowe WWE NXT stało się trzecim głównym brandem WWE, tym samym NXT Women’s Championship stało się trzecim głównym tytułem dla kobiet w WWE. Nazwa tytułu została przywrócona jako WWE Women’s Championship 9 czerwca 2023 roku.

## Przynależność mistrzostwa
| Kolory | Kolory                                  |
| ------ | --------------------------------------- |
|        | Tytuł przeniesiony do brandu Raw.       |
|        | Tytuł przeniesiony do brandu SmackDown. |

| Data przeniesienia | Notka |
| ------------------ | --- |
| 19 lipca 2016      | Mistrzyni kobiet WWE Charlotte została przeniesiona do brandu Raw podczas Draftu 2016. |
| 8 maja 2023        | W ramach draftu, ówczesna posiadaczka Raw Women’s Championship Bianca Belair została przeniesiona do brandu SmackDown, natomiast posiadaczka SmackDown Women’s Championship Rhea Ripley pozostała członkiem brandu Raw. Zaraz po 8 maja 2023, kiedy postanowienia draftu zaczęły obowiązywać, zarówno Belair i Ripley stawały w obronie mistrzostw pod szyldem swoich nowych brandów. |

## Wygląd pasa mistrzowskiego

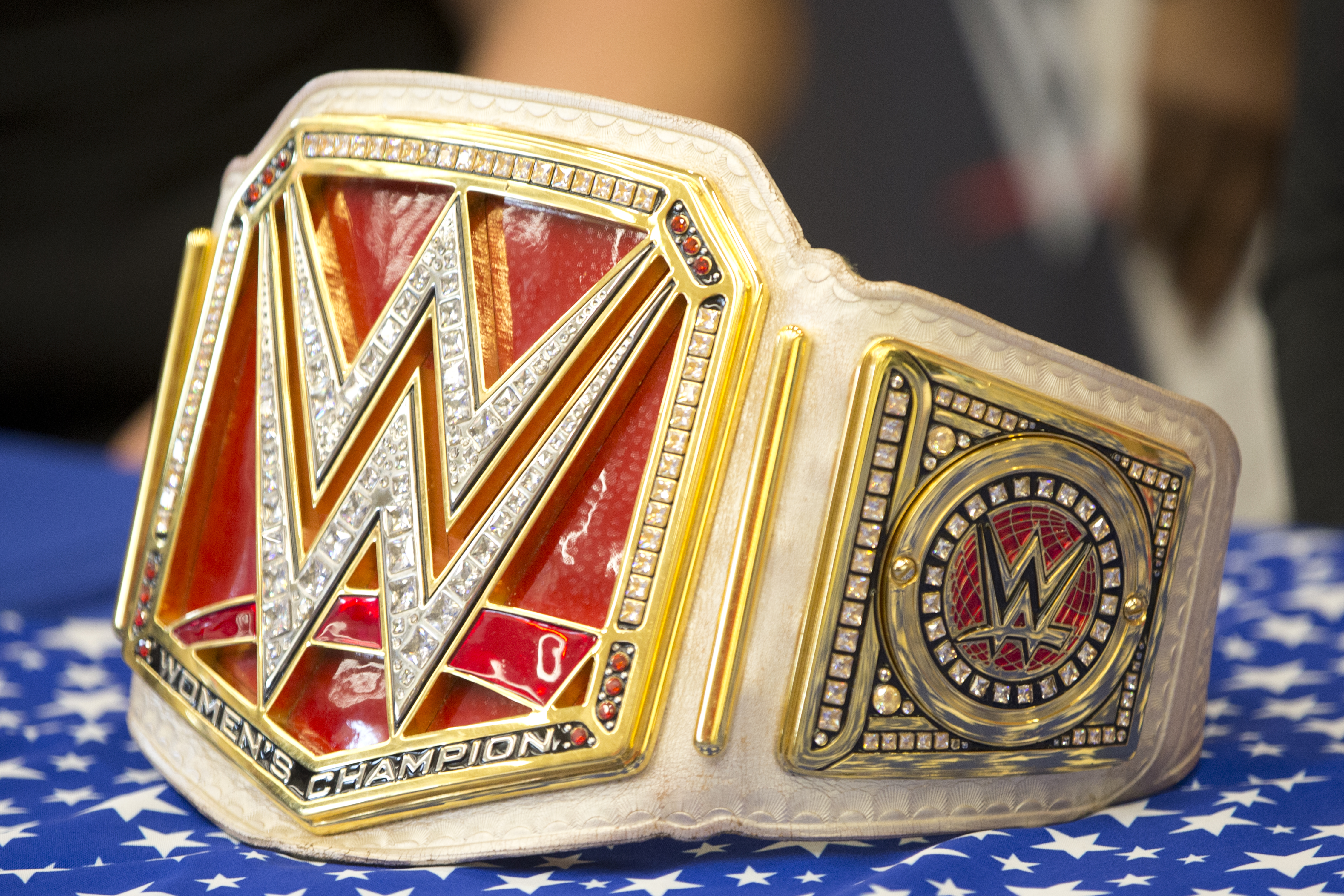
Pierwotny projekt pasa mistrzowskiego, używany w latach 2016–2023.

Oryginalny pas mistrzowski był podobny do pasów WWE Championship i WWE Universal Championship, lecz różnił się kilkoma szczegółami. Był biały, mniejszy i dopasowany do kobiecej talii. Logo federacji umieszczone na środku znajdowało się na czerwonym tle. Pod logiem umieszczony był napis Women’s Champion. Tak samo jak WWE Championship, tytuł kobiet posiadał dwie stalowe blaszki po bokach. Przy każdej zmianie posiadaczki blaszki były zmieniane na grafiki charakterystyczne dla wrestlerki.
9 czerwca 2023 na odcinku SmackDown, WWE official Adam Pearce zaprezentował nowy projekt tytułu i ogłosił, że tytuł zostanie przywrócony jako WWE Women’s Championship. Używa tego samego projektu „Network Logo”, ale z podobieństwami do męskiego Undisputed WWE Universal Championship, który został zaprezentowany na odcinku SmackDown z poprzedniego tygodnia. Zachowuje mniejszy biały pasek i boczne płytki z poprzedniego projektu, ale pasując do tytułu męskiego, logo WWE jest teraz inkrustowane czarnymi diamentami na tle o teksturze złotych bryłek, a mały nadruk pod logo brzmi teraz „Women’s Undisputed Champion”.

## Panowania
Ogółem było 30 panowań wśród 13 mistrzyń. Pierwszą posiadaczką była Charlotte, która wygrała walkę typu Triple threat przeciwko Becky Lynch i Sashy Banks na WrestleManii 32. Charlotte zdobyła tytuł sześć razy, najwięcej spośród wszystkich mistrzyń. Bianca Belair posiadała mistrzostwo najdłużej – 420 dni. Belair szczyci się także rekordem najkrótszego panowania, gdyż jej drugie panowanie trwało minutę i 35 sekund. Asuka jest najstarszą mistrzynią (41 lat), a Sasha Banks i Rhea Ripley to najmłodsze mistrzynie (24 lata).
Obecną mistrzynią jest Tiffany Stratton, która jest w swoim pierwszym panowaniu. Pokonała poprzednią mistrzynię Nia Jax wykorzystując swój kontrakt Money in the Bank na SmackDown, 3 stycznia 2025.